# انتخابات الرئاسة الكولومبية 1892
انتخابات الرئاسة الكولومبية 1892 هي الانتخابات الرئاسية التي جرت في 1892، في كولومبيا، فاز بالانتخابات رافاييل نونيث.